# Croissy-sur-Celle
Croissy-sur-Celle és un municipi francès, situat al departament de l'Oise i a la regió dels Alts de França. L'any 2007 tenia 247 habitants.

## Demografia

### Població
El 2007 la població de fet de Croissy-sur-Celle era de 247 persones. Hi havia 82 famílies de les quals 12 eren unipersonals (12 dones vivint soles i 12 dones vivint soles), 25 parelles sense fills i 45 parelles amb fills.
La població ha evolucionat segons el següent gràfic:
Habitants censats

### Habitatges
El 2007 hi havia 112 habitatges, 87 eren l'habitatge principal de la família, 14 eren segones residències i 11 estaven desocupats. Tots els 111 habitatges eren cases. Dels 87 habitatges principals, 79 estaven ocupats pels seus propietaris, 5 estaven llogats i ocupats pels llogaters i 3 estaven cedits a títol gratuït; 12 tenien tres cambres, 17 en tenien quatre i 57 en tenien cinc o més. 80 habitatges disposaven pel capbaix d'una plaça de pàrquing. A 36 habitatges hi havia un automòbil i a 45 n'hi havia dos o més.

### Piràmide de població
La piràmide de població per edats i sexe el 2009 era:
| Homes | Edats   | Dones |
| ----- | ------- | ----- |
| 0     | 95 o +  | 0     |
| 0     | 90 a 94 | 0     |
| 0     | 85 a 89 | 4     |
| 0     | 80 a 84 | 0     |
| 4     | 75 a 79 | 4     |
| 4     | 70 a 74 | 4     |
| 4     | 65 a 69 | 4     |
| 12    | 60 a 64 | 8     |
| 8     | 55 a 59 | 4     |
| 4     | 50 a 54 | 12    |
| 4     | 45 a 49 | 8     |
| 12    | 40 a 44 | 8     |
| 12    | 35 a 39 | 8     |
| 8     | 30 a 34 | 0     |
| 12    | 25 a 29 | 12    |
| 0     | 20 a 24 | 12    |
| 20    | 15 a 19 | 17    |
| 8     | 10 a 14 | 4     |
| 4     | 5 a 9   | 8     |
| 12    | 0 a 4   | 0     |

## Economia
El 2007 la població en edat de treballar era de 153 persones, 116 eren actives i 37 eren inactives. De les 116 persones actives 107 estaven ocupades (65 homes i 42 dones) i 9 estaven aturades (3 homes i 6 dones). De les 37 persones inactives 12 estaven jubilades, 9 estaven estudiant i 16 estaven classificades com a «altres inactius».

### Ingressos
El 2009 a Croissy-sur-Celle hi havia 90 unitats fiscals que integraven 270 persones, la mediana anual d'ingressos fiscals per persona era de 17.143 €.

### Activitats econòmiques
Dels 5 establiments que hi havia el 2007, 1 era d'una empresa de fabricació d'altres productes industrials, 2 d'empreses de construcció, 1 d'una empresa d'hostatgeria i restauració i 1 d'una entitat de l'administració pública.
L'únic servei als particulars que hi havia el 2009 era un electricista.
L'any 2000 a Croissy-sur-Celle hi havia 6 explotacions agrícoles.

## Equipaments sanitaris i escolars
El 2009 hi havia una escola elemental integrada dins d'un grup escolar amb les comunes properes formant una escola dispersa.

## Poblacions més properes
El següent diagrama mostra les poblacions més properes.